# MefX

Mădălin Slaniceanu (n. 28 iunie 1987), cunoscut sub pseudonimul MefX și, anterior, Mef15to este un cântăreț și producător român de muzică hip hop. Născut în Pitești, a ieșit pentru prima dată în evidență cu remixul pentru piesa „Ceață și fum” a lui Grasu XXL. A urmat apoi piesa interpretată cu Criss Blaziny, „P.A.R.I.S.”, contribuind și la producerea albumului Dumnezeu ascultă hip hop al lui Kryp. A urmat colaborarea cu Tranda pentru piesa „Oarecare” unde a interpretat partea de refren. Următoarea lui coraborare a fost pe mixtape-ul Robot al lui Mitză la piesa „Torace”, împreună cu Tranda și Guess Who.
Este cunoscut mai ales pentru colaborările la piesele „Sophie” a lui Maximilian, respectiv „Serenadă Rap” a lui Junky, prima atingând poziția cu numărul 7 în Romanian Top 100. Videoclipul piesei a fost nominalizat la Romanian Music Awards 2012.